# Bevan Docherty
Bevan John Docherty (Taupo, 29 maart 1977) is een Nieuw-Zeelands triatleet uit Taupo. Hij was wereldkampioen triatlon op de olympische afstand. Ook nam hij driemaal deel aan de Olympische Spelen en won hierbij twee medailles (zilver en brons).
Hij is de winnaar van het zilver op de Olympische Spelen 2004 in Athene, waar hij minder dan acht seconden toe moest geven op zijn goede vriend, rivaal en landgenoot Hamish Carter. In datzelfde jaar werd hij in Madeira wereldkampioen op de olympische afstand. Op de Olympische Spelen 2008 in Peking won hij de bronzen medaille en is daarmee de eerste en enige die twee medailles bij de triatlon op de Spelen veroverde.
In 2006 won hij de zilveren medaille bij de triatlon van de Gemenebestspelen.
Zijn oudere zus Fiona doet eveneens aan triatlon.

## Titels
- Wereldkampioen triatlon op de olympische afstand: 2004
- Nieuw-Zeelands kampioen triatlon op de sprintafstand: 2002

## Belangrijke wedstrijden

### triatlon
- 1997: 21e WK junioren in Perth - 1:57.21
- 2001: 7e WK olympische afstand in Edmonton
- 2001: 13e Goodwill Games
- 2002: 41e WK olympische afstand in Cancún
- 2002: 4e Nieuw-Zeelands kampioenschap
- 2003: 4e WK olympische afstand in Queenstown
- 2004:  Olympische Spelen in Athene - 1:51.15,60
- 2005: DNF WK olympische afstand in Gamagōri
- 2006:  Gemenebestspelen in Melbourne
- 2007:  Hy-Vee Triathlon & ITU BG World Cup - 1:50.34
- 2008:  Olympische Spelen in Peking - 1:49.05,59
- 2009:  ITU wereldbekerwedstrijd in Tongyeong - 1:50.25
- 2009: 5e ITU wereldbekerwedstrijd in Hamburg - 1:44.25
- 2009: 5e ITU wereldbekerwedstrijd in Yokohama - 1:44.25
- 2012:  WK Ironman 70.3
- 2012: 12e Olympische Spelen in Londen - 1:48.35